# CityVille
CityVille fue un videojuego de tiempo real, desarrollado por Zynga Studios. El juego estaba disponible mediante el sitio web de la red social Facebook. Fue anunciado el 18 de noviembre de 2010; sin embargo, su lanzamiento fue postergado al mes de diciembre para permitir a los desarrolladores de Zynga realizar ajustes al juego.
El juego atrajo a 100 000 jugadores el día de su publicación, haciendo que este fuese el lanzamiento más popular de Zynga, y para su primer aniversario, ya contaba con más de 17 200 000 usuarios mensuales en todo el mundo. siendo el juego más popular de Facebook. Este popular juego contaba con negocios tales como: pastelería, café, papelería y juguetería y cuando se acercaban fechas importantes salían nuevas promociones y ofertas, así como nuevos edificios y decoraciones.

## Modalidad de juego
El juego permitía a los jugadores convertirse en el alcalde, de una ciudad virtual, así como de progresar y hacer crecer a la misma, abasteciendo desde un pequeño pueblo hasta gestionar una gran metrópoli. Su diseño constaba de un add-on aplicado a Facebook. Se estima que la realización de este juego duró entre 2 y 3 meses. Hasta unos meses antes de su cierre definitivo, llegó a contar con más de 200 niveles, y esto se lograba consiguiendo XP (puntos de experiencia), los cuales se adquirían realizando actividades en la ciudad, como por ejemplo, recaudar en los negocios, en los edificios comunitarios, cosechando los cultivos, etc.
Dentro del mismo juego conocíamos a Samantha, una asistente que se ofrecía a ayudarnos y guiarnos en el juego. Muchas de las misiones eran dadas por ella, además de otros personajes que se añadían mediante el progreso del juego.
Cityville se encontraba disponible en 9 idiomas: español, inglés, francés, alemán, italiano, portugués, turco, indonesio y japonés.

## Popularidad
Cityville se convirtió rápidamente en uno de los juegos más jugados de Facebook, popularizando el género de construcción y los juegos con misiones, y rivalizando con juegos de otras empresas, como Pet Society. Muchos desarrolladores copiaron estas características para sus juegos, y llevarlo a diversas temáticas.
Varias franquicias aparecieron, como: Capital One, Best Buy, Coca-Cola, Falken Tire, McDonald's, Embassy Suites, Twix, Toyota, Bing, Pandora Radio, Energizer, Beneful y Progressive Insurance. Por un tiempo limitado, se permitía a los jugadores completar misiones y conseguir réplicas de negocios.

## Descontinuación
Tras su larga popularidad a lo largo de casi cinco años, la empresa Zynga anunció a mediados del mes de marzo de 2015, que ya no daría soporte ni mantenimiento a este juego y sus servidores; por lo que cerró sus puertas el 30 de abril de 2015. Esto, lo anunciado por medio de su servicio de soporte.

## Ediciones

### CityVille 2
En diciembre de 2012, Zynga lanzó Cityville 2, una versión mejorada en 3D. El juego alcanzó los 50,000 jugadores antes de ser cancelado el 5 de febrero de 2013, debido a numerosos bugs y la imposibilidad de dar soporte.

### CityVille Hometown
Zynga también lanzó una versión móvil del juego, CityVIlle Hometown que está disponible para iPhone y iPad. Sin embargo, se trata de una versión independiente que no está conectada al CityVille original. Esta versión se centra en construir un poblado, alejado del concepto de gran ciudad del juego original. Como los demás juegos, ya no se encuentra disponible.
Aquí se encuentra Kate en el lugar de Samantha, como guía y ayuda en el juego.

### CityVille Monopoly
En 2012, Zynga en conjunción con Hasbro, lanzó una edición CityVille de Monopoly. Es obviamente una variante del juego de mesa con elementos modificados a aquellos usados en los juegos CityVille. El objetivo es ser el primer jugador en poseer cuatro rascacielos construyendo sus vecindarios.